# Parafreutreta foliata
Parafreutreta foliata är en tvåvingeart som beskrevs av Munro 1939. Parafreutreta foliata ingår i släktet Parafreutreta och familjen borrflugor. Inga underarter finns listade i Catalogue of Life.